# Beniel
Beniel er en by og kommune i det sydøstlige Spanien i Murcia-regionen. Den har et indbyggertal på 11.535 (2024) indbyggere.